# Kathedrale von Belley

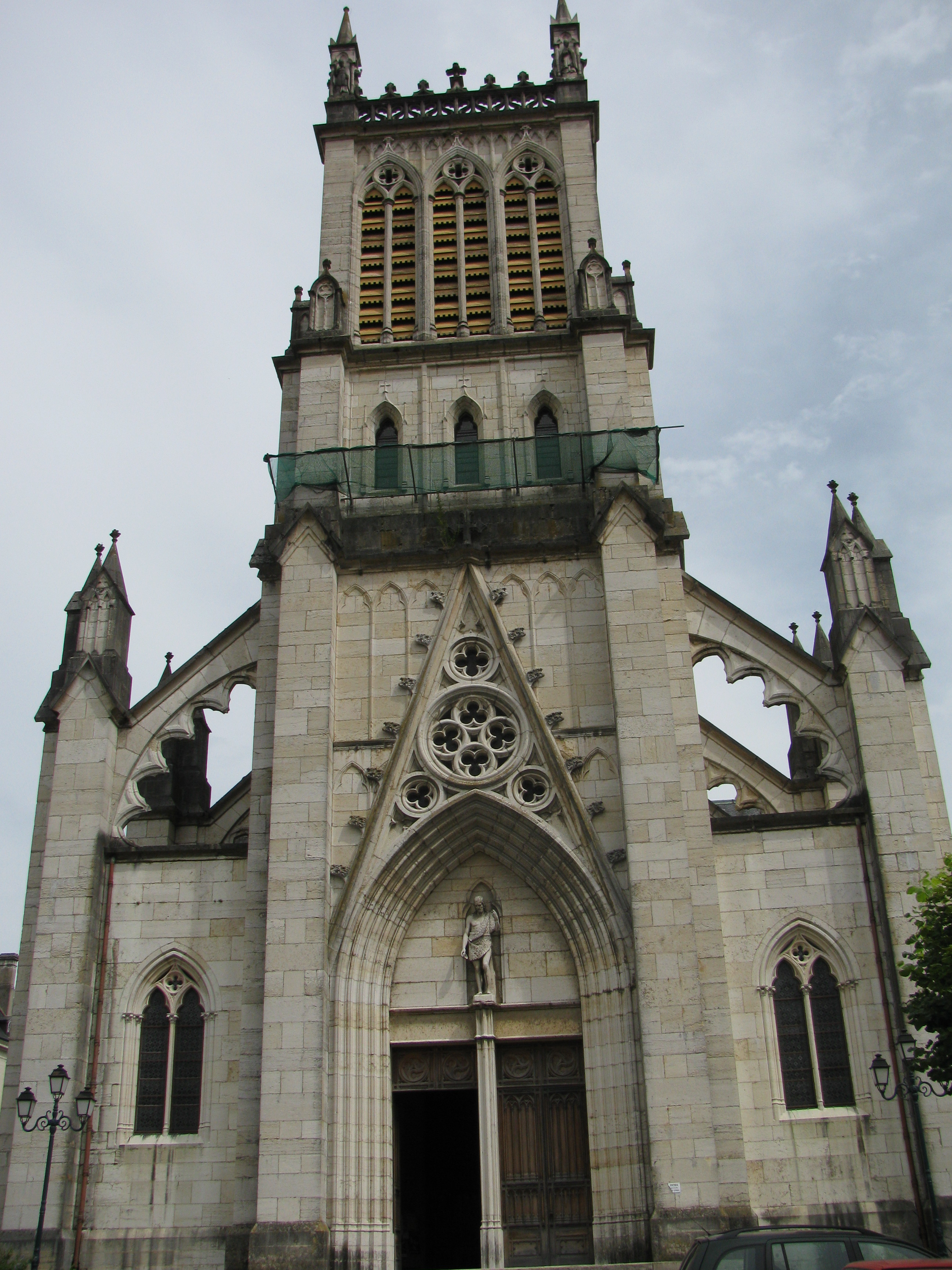
Kathedrale von Belley

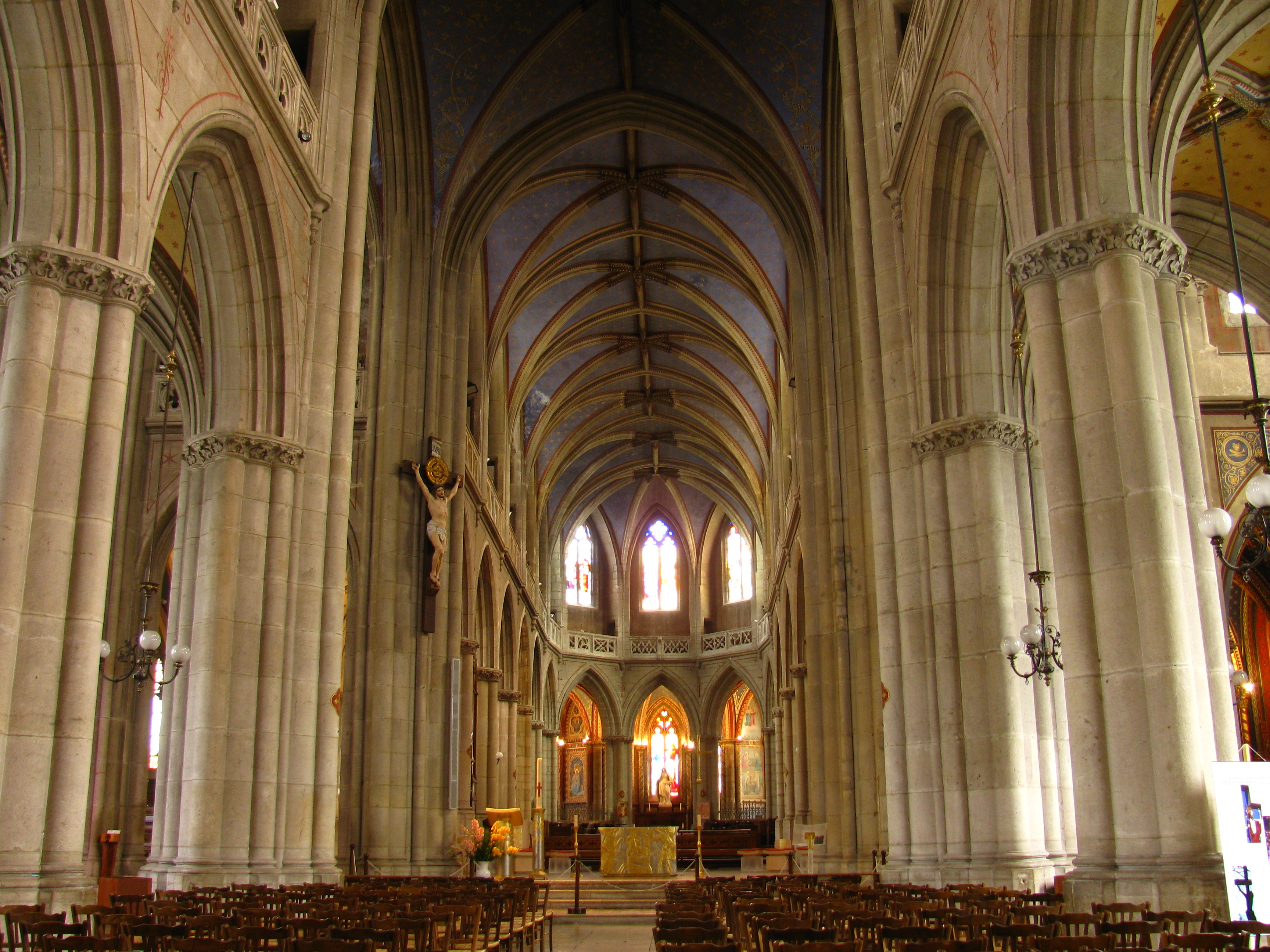
Innenraum der Kathedrale

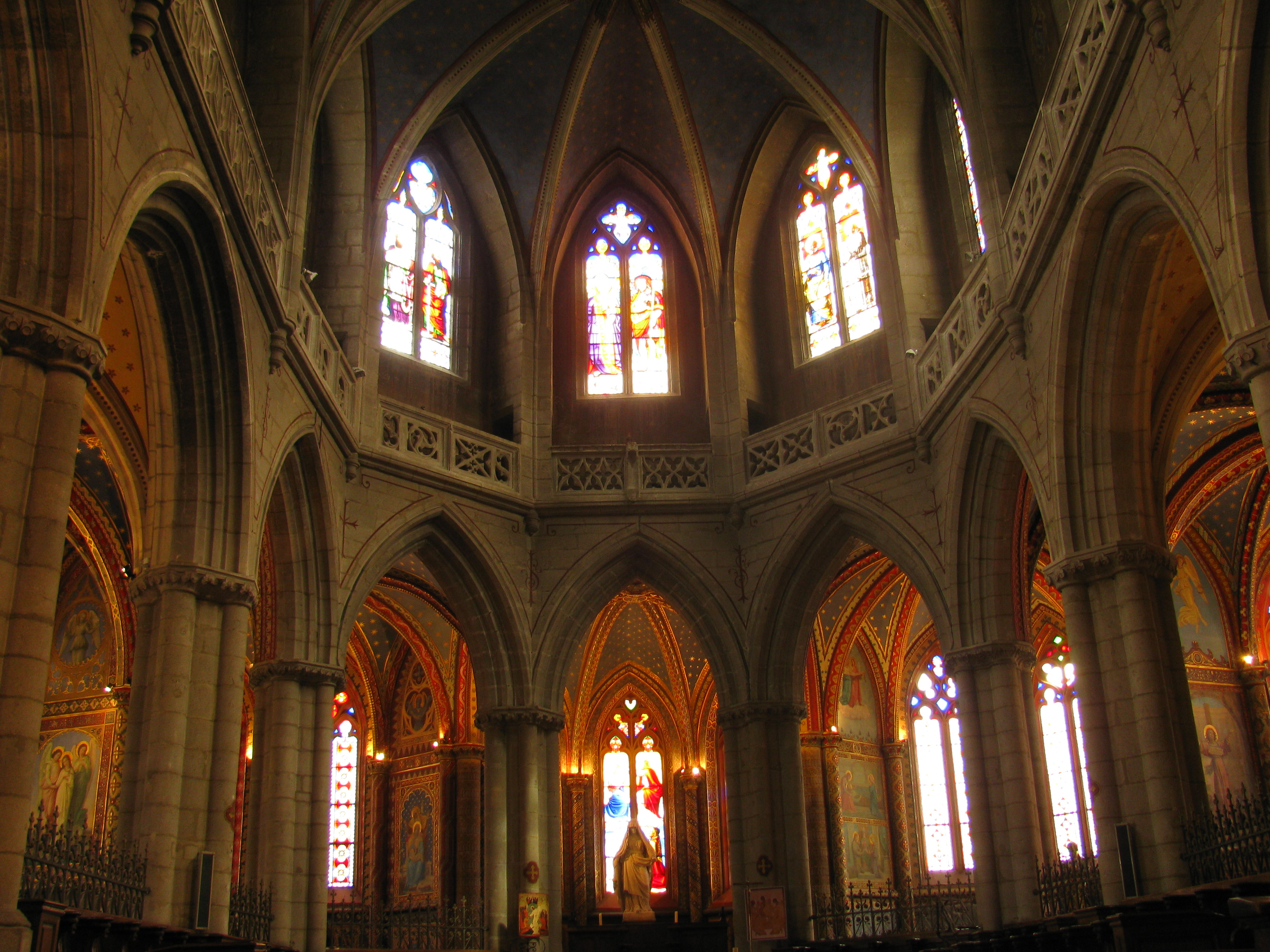
Chorraum

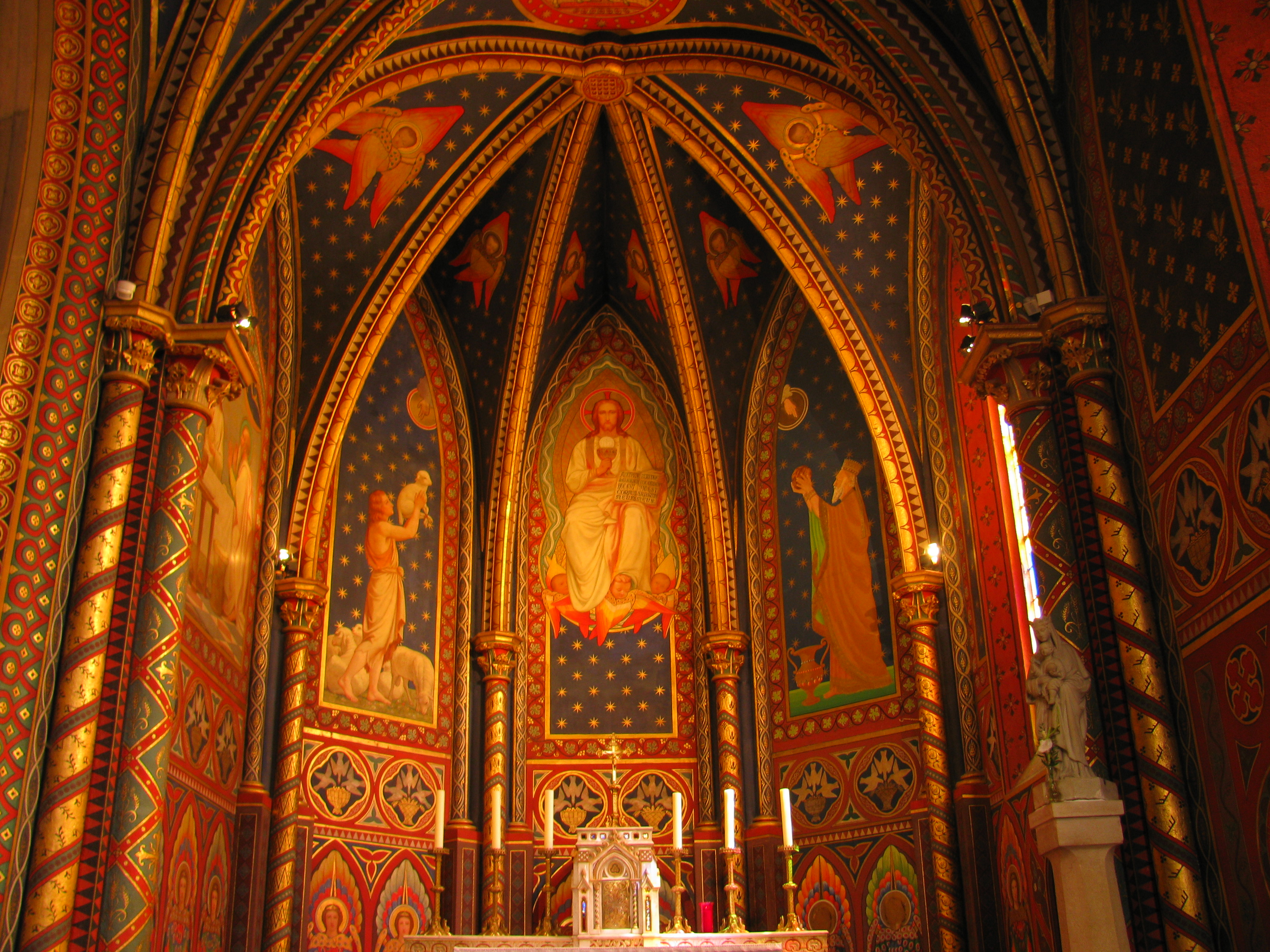
Innenansicht der Kapelle

Die Kathedrale von Belley (Cathédrale Saint-Jean de Belley) ist eine römisch-katholische Kathedrale in der französischen Stadt Belley, die dem heiligen Johannes dem Täufer geweiht wurde. Sie ist die Kathedrale der Diözese Belley-Ars und Sitz des Bischofs.

## Geschichte
Die Existenz eines Bistums kann in Belley bis ins 5. Jahrhundert nachgewiesen werden. Die erste Erwähnung einer Kathedrale stammt aus dem Jahr 722, als die Kathedrale eine Reliquie von Johannes dem Täufer erhielt. Es handelt sich dabei um einen Knochen von dessen rechter Hand.
Im zwölften Jahrhundert wurde eine romanische Kirche errichtet, dessen Kirchenschiff bis ins 19. Jahrhundert erhalten blieb. Die Kapellen in der Apsis wurden im gotischen Stil umgebaut und im Jahr 1520 abgeschlossen.
Während der Französischen Revolution litt die Kathedrale stark. Sie verlor ihre Reliquien und die beiden Türme wurden zerstört. Außerdem wurde sie säkularisiert. Im Jahr 1822 wurde die Kathedrale durch ein Erdbeben zusätzlich beschädigt. 1823 wurde der aufgelöste Bischofssitz wiederhergestellt.
Von 1835 bis 1853 wurde die Kathedrale unter der Leitung von Bischof Alexander Devic fast vollständig umgebaut. Der Architekt Antoine-Marie Chenavard aus Lyon realisierte ein Gebäude im neugotischen Stil. Dabei wurden die Kapellen der Apsis beibehalten, ebenso das Nordportal am nördlichen Querschiff, das ehemals der Haupteingang der Kathedrale war. Das Langhaus, das Querhaus und die Fassade der Kathedrale wurden erneuert. Die Kathedrale wurde am 2. Juli 1878 durch Bischof Marchal geweiht.

## Gebäude
Die Kathedrale hat drei Schiffe mit vier Jochen und wurde durch ein Querschiff und den Chor mit fünf Jochen erweitert. Der Umgang der Apsis hat fünf Kapellen. Zwei weitere Kapellen öffnen sich auf beiden Seiten des Ganges. Das gesamte Gebäude erstreckt sich auf einer Länge von 78,40 Metern, ist 32,10 Meter breit und über dem Hauptschiff 17 Meter und über den Querschiffen 9,50 Meter hoch.

## Orgel
Die Orgel wurde 1858 bis 1860 von Aristide Cavaillé-Coll erbaut. Das Instrument befand sich zunächst ebenerdig hinter dem Altar. 1875 wurde die Orgel auf der Orgelempore aufgestellt und erweitert. Das Instrument hat heute 48 Register auf drei Manualen und Pedal. Die Trakturen sind elektropneumatisch.
| I Grand Orgue C–c4 |       |
| Montre             | 16′   |
| Bourdon            | 16′   |
| Flûte harmonique   | 8′    |
| Bourdon            | 8′    |
| Salicional         | 8′    |
| Prestant           | 4′    |
| Flûte              | 4′    |
| Quinte             | 2 ⁄3′ |
| Doublette          | 2′    |
| Plein Jeu II-V     |       |
| Cornet V           | 8′    |
| Bombarde           | 16′   |
| Trompette          | 8′    |
| Clairon            | 4′    |

| II Positif C–c4 |        |
| Flûte           | 8′     |
| Dulciane        | 8′     |
| Cor de nuit     | 8′     |
| Flûte           | 4′     |
| Nazard          | 2 ⁄3′  |
| Flageolet       | 2′     |
| Tierce          | 1 3⁄5′ |
| Larigot         | 1 ⁄3′  |
| Septième        | 1 ⁄7′  |
| Piccolo         | 1′     |
| Trompette       | 8′     |

| III Récit expressif C–c4 |     |
| Quintaton                | 16′ |
| Principal                | 8′  |
| Flûte traversière        | 8′  |
| Gambe                    | 8′  |
| Voix céleste             | 8′  |
| Flûte octaviante         | 4′  |
| Octavin                  | 2′  |
| Plein Jeu IV             |     |
| Bombarde                 | 16′ |
| Trompette                | 8′  |
| Voix humaine             | 8′  |
| Cromorne                 | 8′  |
| Basson-Hautbois          | 8′  |
| Clairon                  | 4′  |

| Pédale C–g1 |         |
| Contrebasse | 16′     |
| Soubasse    | 16′     |
| Quinte      | 10 2⁄3′ |
| Bourdon     | 8′      |
| Flûte       | 8′      |
| Quinte      | 5 1⁄3′  |
| Bombarde    | 16′     |
| Trompette   | 8′      |
| Clairon     | 4′      |